# Mandarin Oriental (Las Vegas)
| Waldorf Astoria, Las Vegas | Waldorf Astoria, Las Vegas       |
| -------------------------- | -------------------------------- |
|                            |                                  |
| Basisdaten                 |                                  |
| Standort:                  | Paradise                         |
| Status:                    | Erbaut                           |
| Baustil:                   | Moderne                          |
| Baumaterialien:            | Beton Glas                       |
| Eröffnung:                 | 5. Dezember 2009                 |
| Etagen:                    | 56                               |
| Zimmer:                    | 392                              |
| Restaurants                | Twist Mozen Bistro               |
| Architekt:                 | Kohn Pedersen Fox                |
| Entwickler:                | MGM Resorts International        |
| Management:                | Waldorf Astoria Hotels & Resorts |
| Website:                   |                                  |

Das Waldorf Astoria Las Vegas ist ein luxuriöses Fünf-Sterne Hotel in Paradise und gehört zur Hilton-Luxusmarke Waldorf Astoria. Das Hotel ist ein Teil des CityCenters. Die Lobby des Gebäudes befindet sich im 23 Stock. Das Waldorf Astoria beherbergt außerdem 225 Eigentumswohnungen, welche über eine eigene Lobby und einen Clubroom verfügen.
Von 2008 bis 2018 gehörte das Hotel zu Mandarin Oriental.

## Geschichte
Das Hotel wurde von Kohn Pedersen Fox entworfen. Die unterschiedliche Inneneinrichtung stammt vom Kay Lang & Associates, und Page & Steele Interior Architects.

## Auszeichnungen
Am 20. November wurde dem Mandarin Oriental in Las Vegas der LEED Gold-Preis verliehen.

## Bildergalerie

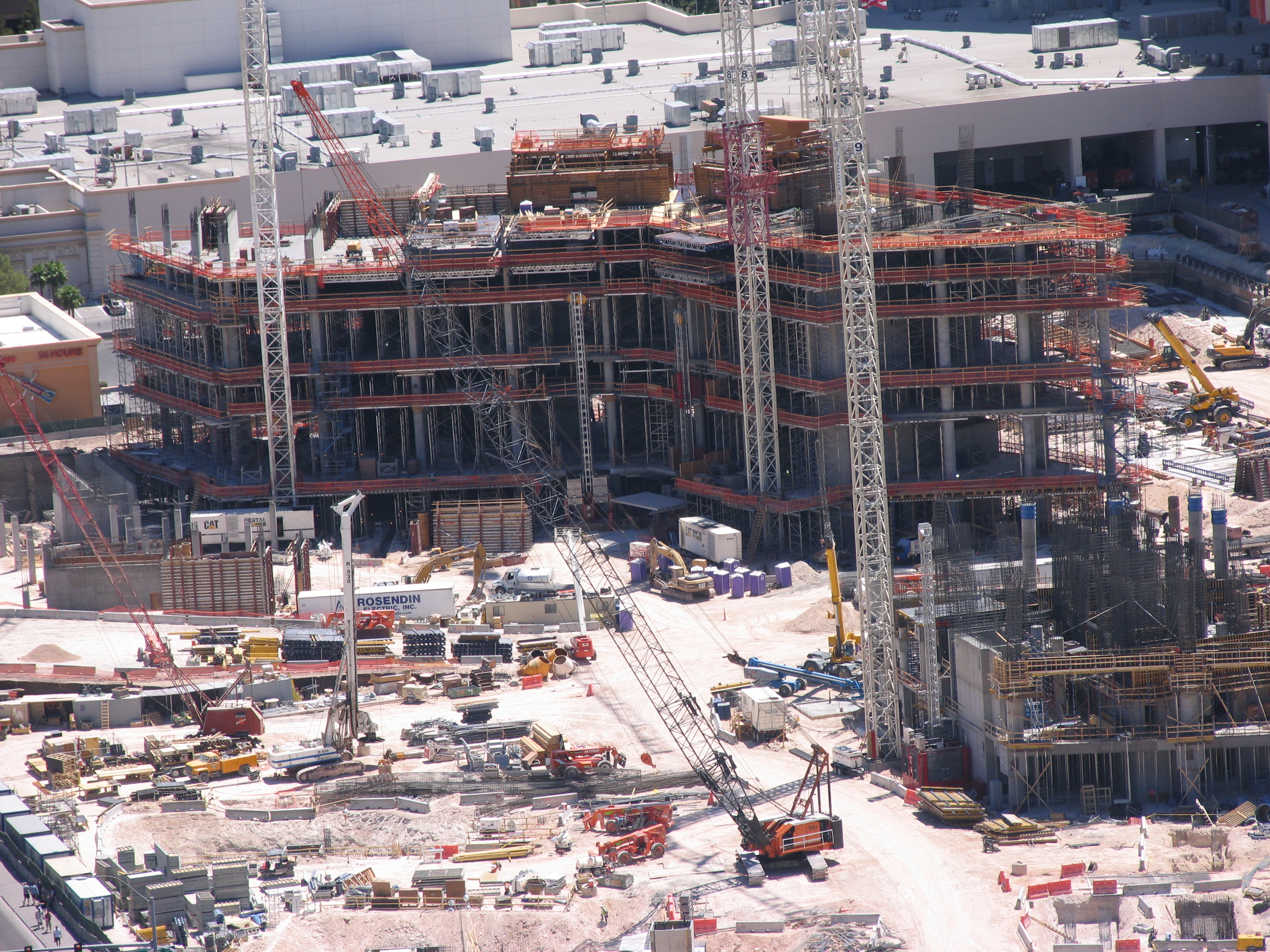
Gebäude im Bau, Juni 2007
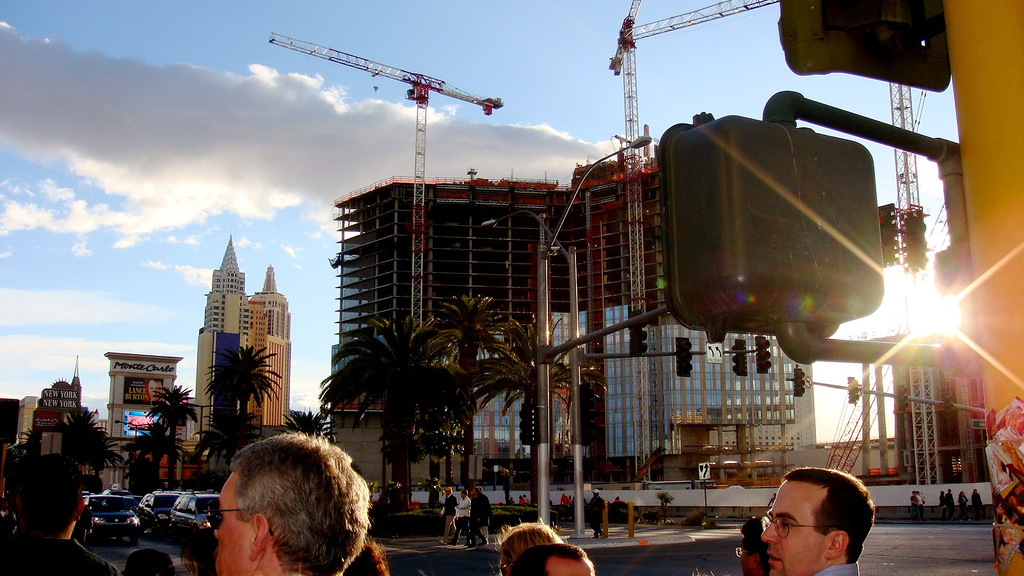
Gebäude im Bau, Januar 2008
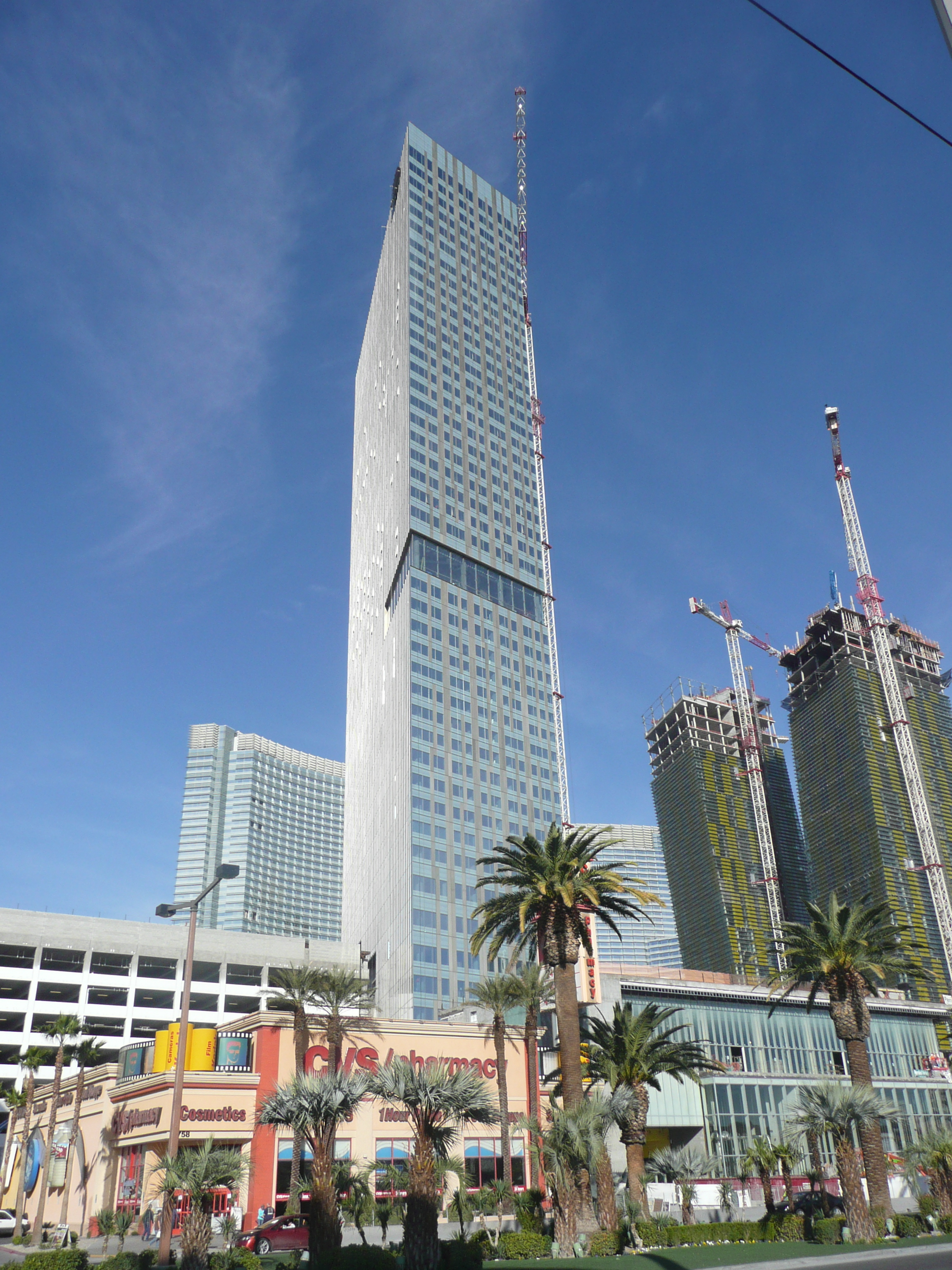
Gebäude im Bau, Februar 2009
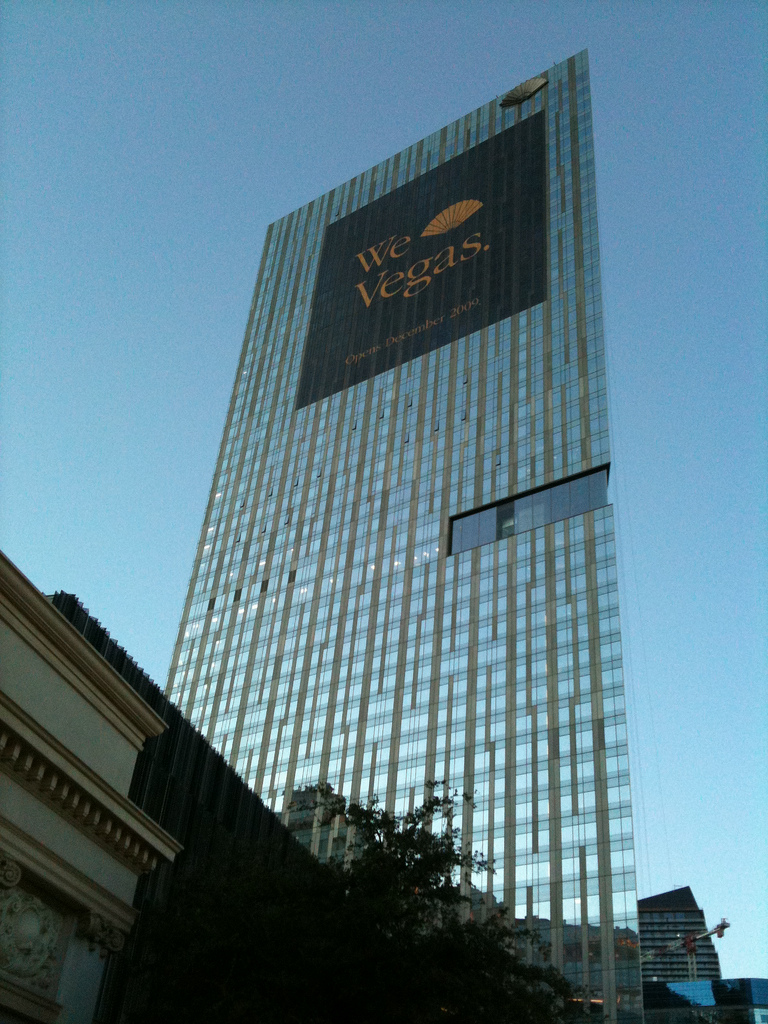
Gebäude vor der großen Eröffnung